# Трайнен, Блейк
Блейк М. Трайнен (англ. Blake M. Treinen; род. 30 июня 1988, Уичито, Канзас) — американский бейсболист, питчер. Участник Матча всех звёзд лиги 2018 года. Победитель Мировых серий 2020 и 2024 годов.

## Биография

### Ранние годы
Блейк учился в старшей школе в Осейдж-Сити в Канзасе. Он играл за школьную команду по бейсболу, но на второй год ушёл из неё после того, как ему диагностировали предиабет. Трайнен изменил образ жизни и питания и спустя год вновь вернулся к занятиям спортом. После окончания школы он поступил в Университет Бейкера в Болдуин-Сити. В 2008 году Блейк перевёлся в Университет Арканзаса, но там не сумел пробиться в состав студенческой команды. После этого он начал работать над набором мышечной массы.
Зимой он принял участие в тренировочном лагере, во время которого привлёк внимание тренера команды Университета штата Южная Дакота Риччи Прайса. Блейк снова перевёлся, но из-за правил NCAA был вынужден пропустить сезон 2009 года. На драфте МЛБ 2010 года Трайнена выбрали «Флорида Марлинс», но медицинское обследование выявило проблемы с плечом игрока и подписание контракта не состоялось.

### Профессиональная карьера
В 2011 году на драфте его выбрал «Окленд». Блейк подписал контракт с клубом и в 2012 году начал выступления в фарм-клубе «Стоктон Портс». Перед стартом сезона 2013 года его обменяли в «Вашингтон Нэшионалс», в системе которых он начал играть в команде «Гаррисберг Сенаторз».

#### Вашингтон Нэшионалс
Весной 2014 году Трайнен получил приглашение на предсезонные сборы «Вашингтона» и произвёл благоприятное впечатление на тренеров скоростью своей подачи. Сезон он начал в AAA-лиге в составе «Сиракьюз Чифс», а 12 апреля был переведён в основной состав клуба. По ходу чемпионата тренерский штаб задействовал его и в стартовом составе и как игрока ротации. В МЛБ он сыграл в 15 матчах с показателем пропускаемости ERA 2,49.
В 2015 году «Вашингтон» подписал контракт с Максом Шерзером и Блейк играл реливера, получая возможность выйти в стартовом составе только в случае травм других игроков. Иногда он также заменял клоузера команды Дрю Сторена. Большую часть сезона Трайнен провёл в составе команды в МЛБ, только летом проведя месяц в «Чифс». В концовке сезона заметной стала слабость Блейка в игре против леворуких отбивающих.
К началу чемпионата 2016 году он улучшил свои слабые стороны благодаря работе с ветераном Мэттом Белайлом и тренером Майком Мэддаксом. Блейк стал лучшим питчером Национальной лиги по проценту граундболов. Главный тренер клуба Дасти Бейкер считал синкер Трайнена, который тот бросал со скоростью 90 миль в час, важным элементом при розыгрыше дабл-плей. «Нэшионалс» по итогам регулярного чемпионата вышли в плей-офф и Блейк принял участие в двух играх Дивизионной серии против «Лос-Анджелес Доджерс». Он выиграл вторую игру и проиграл четвёртую.
Старт чемпионата 2017 года Трайнен встретил в роли клоузера, место которого освободилось после ухода Марка Меланкона. Регулярный чемпионат он начал уверенно, но к 20 апрелю его ERA снизился до 7,11 и Дасти Бейкер принял решение использовать в концовках игр Шона Келли и Коду Гловера. 29 июня из-за ряда травм партнёров по команде Блейк получил шанс проявить себя, но пропустил три очка от «Чикаго Кабс», позволив им одержать победу 5:4. Шестнадцатого июля его обменяли в «Окленд Атлетикс».

#### Окленд Атлетикс
По итогам мая 2018 года Блейк был признан лучшим реливером Американской лиги, завершив сейвами все десять возможностей для этого. Всего в играх регулярного чемпионата он одержал девять побед при двух поражениях и сделал 38 сейвов при пропускаемости 0,78. Трайнен принял участие в Матче всех звёзд лиги и стал шестым в голосовании, определявшем обладателя Приза Сая Янга. Сезон 2019 года он начал в роли клоузера команды, но на отрезке из девятнадцати игр с 28 апреля по 20 июня его пропускаемость выросла до 6,14. Затем Блейк пропустил две недели из-за травмы плеча. Из-за низкой эффективности тренерский штаб отдал место закрывающего игры питчера Лиаму Хендриксу. После окончания чемпионата клуб не стал предлагать Трайнену новый контракт и он получил статус свободного агента.

#### Лос-Анджелес Доджерс
В декабре 2019 года Блейк заключил однолетний контракт с клубом «Лос-Анджелес Доджерс». Сумма соглашения составила 10 млн долларов. В сокращённом из-за пандемии COVID-19 регулярном чемпионате 2020 года Трайнен принял участие в 27 матчах и сделав один сейв, выполняя роль сетап-реливера. В победном для команды плей-офф он отыграл 11 1/3 иннингов, сделав десять страйкаутов. В январе 2021 года Блейк подписал с «Доджерс» новый двухлетний контракт на общую сумму 17,5 млн долларов. По условиям соглашения клуб может продлить ещё на один сезон с выплатой 8 млн долларов. 